# قلعة داود أباد
قلعة داود أباد هي قلعة تاريخية تعود إلى السلالة الصفوية والقاجاريون، وتقع في أمين شهر، مقاطعة أنار.